# دمیر هسار (شهر)
شهر دمیر هسار (به مقدونی: Демир Хисар) با جمعیت  ۹٫۴۹۷   نفر  در استان پلاگونیا کشور جمهوری مقدونیه واقع شده‌است.